# Sunset (filme)
Sunset (br Assassinato em Hollywood; pt Hollywood 1929) é um filme estadunidense de 1988, dos gêneros comédia, faroeste e suspense, escrito e dirigido por Blake Edwards. O roteiro é baseado em história de Rodney Amateau. A trilha sonora do filme foi composta por Henry Mancini.

## Sinopse
Em 1929, no ocaso do cinema mudo, o velho e legendário xerife Wyatt Earp é chamado a Hollywood para servir de consultor técnico de um faroeste, em que o seu papel seria interpretado por Tom Mix.
Earp e Mix tornam-se bons amigos e acabam por investigar juntos o assassinato de uma prostituta do bordel local, onde as profissionais se parecem com estrelas do cinema. Eles descobrem que por trás do crime está o sádico e corrupto Alfie Alperin, ex-actor e agora chefe do estúdio onde trabalham. 

## Elenco
- Bruce Willis .... Tom Mix
- James Garner .... Wyatt Earp
- Malcolm McDowell .... Alfie Alperin
- Mariel Hemingway .... Cheryl King
- Kathleen Quinlan .... Nancy Shoemacker
- Patricia Hodge .... Christina Alperin
- Richard Bradford .... capitão Blackworth
- M. Emmet Walsh .... chefe Marvin Dibner
- Joe Dallesandro .... Dutch Kiefer
- Andreas Katsulas .... Arthur
- Dann Florek .... Marty Goldberg
- Bill Marcus .... Hal Flynn
- Dermot Mulroney .... Michael Alperin
- Peter Jason ....  Frank Joe
- Vernon Wells ....  Australiano

## Prémios e nomeações
- Recebeu uma nomeação ao Óscar de melhor guarda-roupa.
- Ganhou o Framboesa de Ouro de pior realizador/diretor, além de ter sido nomeado na categoria de pior actriz secundária (Mariel Hemingway).